# Correlophus belepensis
Espèce
Correlophus belepensis est une espèce de gecko de la famille des Diplodactylidae.

## Répartition
Cette espèce est endémique des îles Belep en Nouvelle-Calédonie.

## Étymologie
Son nom d'espèce, composé de belep et du suffixe latin -ensis, « qui vit dans, qui habite », lui a été donné en référence au lieu de sa découverte.

## Publication originale
- Bauer, Jackman, Sadlier & Whitaker, 2012 : Revision of the giant geckos of New Caledonia (Reptilia: Diplodactylidae: Rhacodactylus). Zootaxa, n. 3404, p. 1–52.